# Agence régionale de santé
Pour les articles homonymes, voir ARS.
Une agence régionale de santé (ARS) est un établissement public administratif de l'État français chargé de la mise en œuvre de la politique de santé dans sa région. Créées le 1er avril 2010, les agences régionales de santé sont régies par le titre III du livre IV de la première partie du code de la santé publique.
Illustrant la mise en oeuvre du new public management dans les politiques de santé publiques, ces établissements, créés en vertu de la loi no 2009-879 du 21 juillet 2009 dite « Hôpital, patients, santé et territoire » (HPST), ont pour but « d’assurer un pilotage unifié de la santé en région, de mieux répondre aux besoins de la population et d’accroître l’efficacité du système ».
Concrètement, un des rôles des ARS est de moderniser et rationaliser l'offre de soins et de veiller à la bonne gestion des dépenses hospitalières et médicales.
Plus largement, les agences sont chargées au-delà des aspects régaliens (tutelle financière, droit des autorisations) de transformer le système de santé en développant la coopération, la transversalité et les parcours de santé. Les agences agissent dans le cadre d'un projet régional de santé (PRS) qui peut « faire l'objet de contrats locaux de santé » conclus par l'agence, notamment avec les collectivités territoriales et leurs groupements, portant sur la promotion de la santé, la prévention, les politiques de soins et l'accompagnement médico-social.
La loi relative à la différenciation, la décentralisation, la déconcentration et portant diverses mesures de simplification de l'action publique locale (dite « loi 3DS ») modifie la gouvernance des ARS au 1er octobre 2024, en substituant au conseil de surveillance des ARS un conseil d'administration. 

## Création

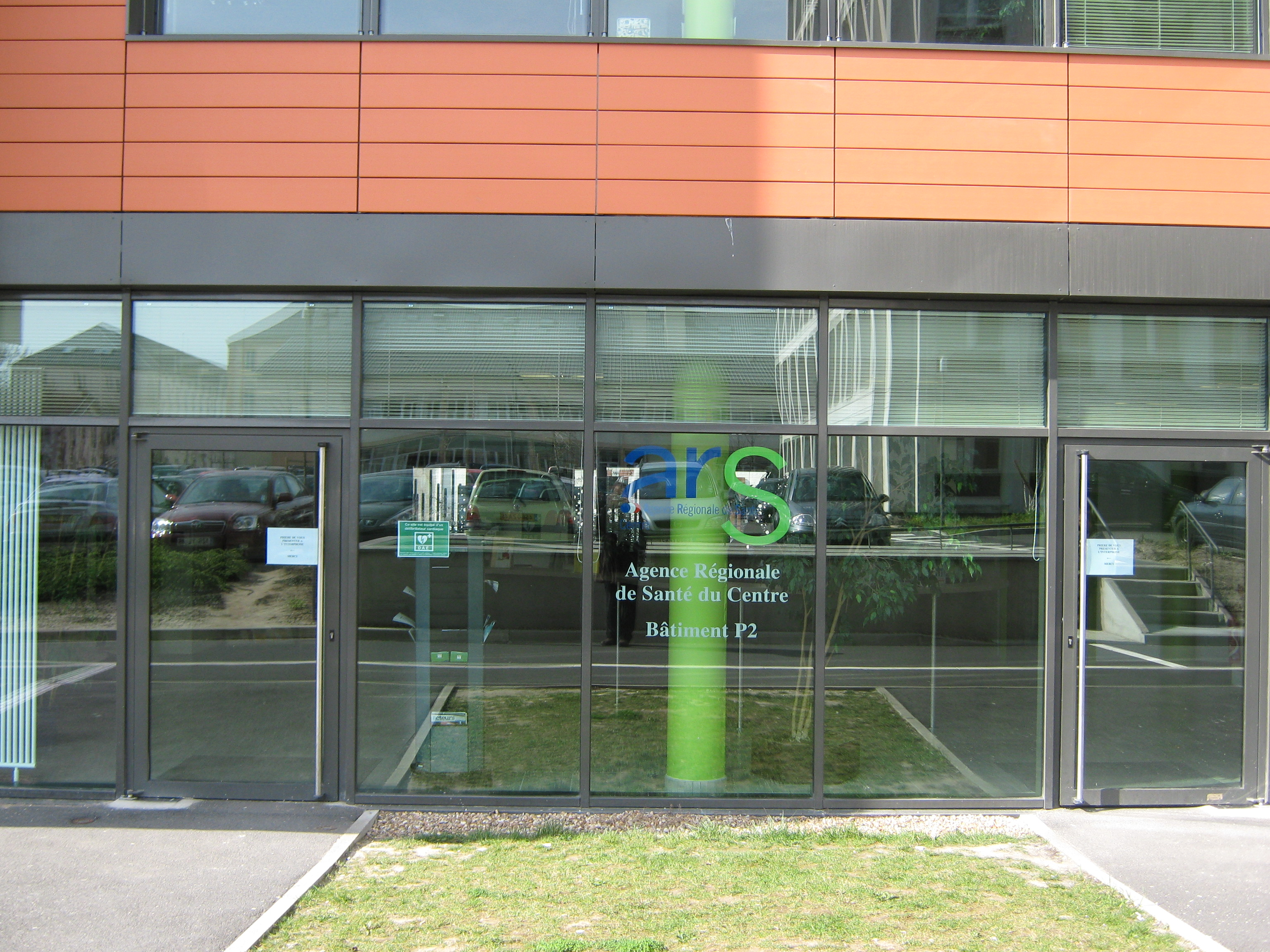
Entrée de l'agence régionale de santé Centre-Val de Loire.

### Organismes précurseurs
Les agences régionales de santé viennent remplacer différentes institutions.
Les ARS remplacent totalement, les anciennes agences régionales de l'hospitalisation (ARH), créées en 1996 et qui avaient le statut de groupements d'intérêt public. Elles remplacent aussi d'autres institutions dont elles reprennent tout ou partie des attributions. Il s'agit en particulier des services déconcentrés du ministère chargé de la Santé qu'étaient les directions régionales des affaires sanitaires et sociales (DRASS) et les directions départementales des affaires sanitaires et sociales (DDASS), ou, en Guadeloupe, Guyane et Martinique, les directions de la santé et du développement social (DSDS).
Elles reprennent les missions des groupements régionaux de santé publique et des missions régionales de santé.
Les ARS remplacent enfin certains organismes de sécurité sociale que sont les unions régionales des caisses d'assurance maladie (URCAM), le personnel des pôles OSS (Organisation du Système de Soins) et prévention du Service du Contrôle Médical ainsi que la branche santé des caisses régionales d'assurance maladie (CRAM). Les CRAM deviennent les caisses d'assurance retraite et de la santé au travail (CARSAT) et conservent leurs attributions en matière d'assurance vieillesse et de risques professionnels. Seule la région Île-de-France a vu la CRAMIF (caisse régionale d'assurance maladie Île-de-France) garder son appellation.

### Mise en place
La loi HPST fixait la date du 1er juillet 2010 au plus tard pour leur mise en place, mais elles ont finalement été créées dès le 1er avril dans toutes les régions métropolitaines et les quatre départements d'outre-mer. Au niveau de l'administration centrale, un conseil national de pilotage (CNP) a été institué.

#### Dans les départements d'outre-mer
L'agence régionale de santé de la Guadeloupe exerce sa compétence également à Saint-Barthélemy et à Saint-Martin. Depuis le 1er janvier 2020, l'agence de La Réunion, n'est plus compétente pour Mayotte, qui est désormais dotée de sa propre agence.

#### Dans les collectivités d'outre mer
À Saint-Pierre et Miquelon, les missions dévolues aux agences régionales de santé sont exercées par un service déconcentré de l’État, dénommé « administration territoriale de santé » (ATS) . L'ATS a les mêmes compétences que les ARS. Elle est dirigée par un cadre du ministère de la santé et est placée sous l'autorité du préfet de Saint-Pierre et Miquelon.

## Statut et fonctionnement

### Instances

Siège de l'Agence régionale de la Santé d'Île-de-France à Saint-Denis (Seine-Saint-Denis).

Une agence régionale de santé (ARS) est un établissement public de l'État à caractère administratif. Elle est placée sous la tutelle des ministres chargés de la santé, de la sécurité sociale, des personnes âgées et des personnes handicapées.
Elle est administrée par un directeur général et dotée d'un conseil d'administration.
Le directeur général dispose de pouvoirs très étendus puisqu'il accorde les autorisations des établissements et services de santé et des établissements ou service social ou médico-social de la compétence de l'État ou conjointe avec un conseil départemental. Il est ordonnateur des recettes et dépenses et représente l'agence en justice et dans tous les actes de la vie civile.
Le conseil d'administration est présidé par le préfet de région. Il comprend en outre 24 membres :
- trois représentants de l'État, et en outre le préfet de police pour l'Île-de-France, qui disposent chacun, ainsi que le président, de trois voix ;
- neuf représentants de l'assurance maladie, choisis notamment parmi les représentants des organisations syndicales ;
- huit représentants des collectivités territoriales ;
- trois représentants des usagers du système de santé, social et médico-social ;
- cinq personnalités qualifiées ;
- à titre consultatif, des représentants du personnel.

Le conseil d'administration approuve le budget et le compte financier. Il émet un avis sur le plan stratégique régional et sur le contrat pluriannuel d'objectifs et de moyens.
Le directeur général s'appuie sur deux instances exécutives que sont le COMEX (comité exécutif) et le CODIR (comité de direction) de l'agence.
Une ARS comprend des directions métiers regroupées au siège et des délégations départementales.
Auprès de chaque agence sont placés :
- une conférence régionale de la santé et de l'autonomie qui contribue à l'élaboration de la politique de santé dans la région ;
- deux commissions de coordination des politiques publiques de santé ;
  - l'une pour la prévention, la santé scolaire, la santé au travail et la protection maternelle et infantile,
  - l'autre pour la prise en charge et l'accompagnement médico-social.

Le personnel des ARS est mixte, comprenant à la fois des fonctionnaires, des praticiens hospitaliers, des agents contractuels de droit public ou privé et des employés de droit privé soumis à la convention collective des organismes de sécurité sociale. À la création des agences, les parts respectives agent de l'État / convention collective étaient de 80 % / 20 %.
Les instances représentatives du personnel sont :
- le comité d'agence et des conditions de travail qui joue le rôle de comité social d'administration et de comité social et économique ; il est doté de la personnalité morale ;
- dans certaines ARS, une commission spécialisée en matière de santé, de sécurité et de conditions de travail.

Enfin, il existe un Conseil national de pilotage (CNP) des ARS, interministériel, composé des représentants du ministère de la santé, des caisses de sécurité sociale, et du ministère du budget. Le Conseil national de pilotage est l’instance de pilotage des agences régionales de santé. Il donne aux ARS les directives nécessaires à la mise en œuvre de la politique nationale de santé sur le territoire.

## Rôles

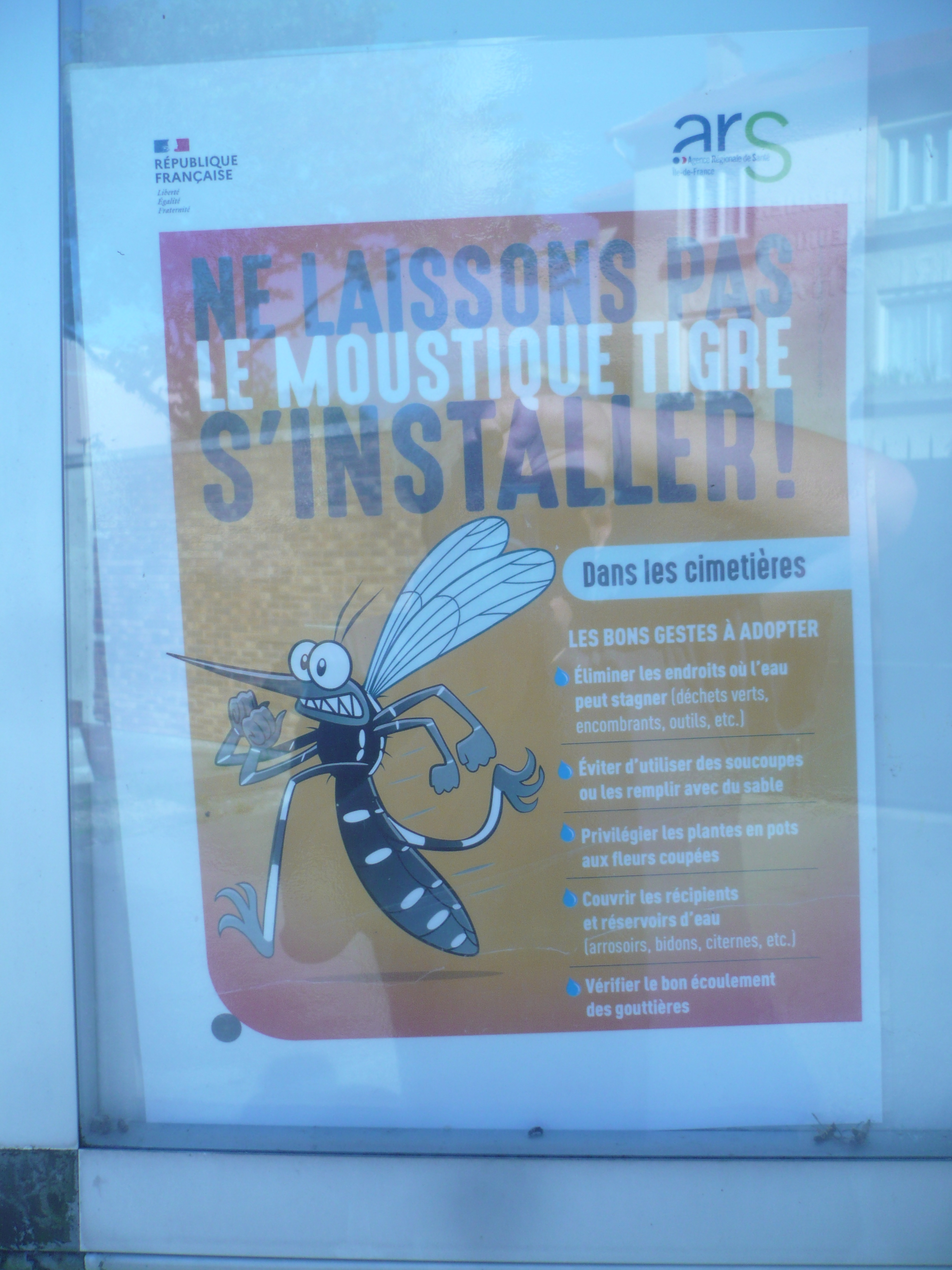
En 2024, affichette apposée sous l'égide de l'Agence régionale de santé Île-de-France près de l'entrée nord du cimetière de Bourg-la-Reine, dans les Hauts-de-Seine, en France, informant le public sur les précautions à prendre pour y éviter la propagation du moustique tigre.

Pour (tenter de) rationaliser l'offre de soins, autrement dit les dépenses hospitalières et médicales, la réforme HPST (en droit) et les ARS (dans les faits) ont largement retiré aux médecins, notamment aux chefs de service, leur pouvoir sur l'hôpital et ses services de soins, confiant ce pouvoir d'abord au directeur de l'hôpital, et privilégiant une approche gestionnaire (par contrats pluriannuels d'objectifs et de moyens), voire administrative, et financière plutôt qu'une approche purement médicale.
Dans chaque région, l'ARS met en œuvre la politique de santé publique en liaison avec les services chargés de la santé au travail, de la santé scolaire et universitaire et de la protection maternelle et infantile.
- Elle suit l'état sanitaire de la région, contrôle le respect des règles d'hygiène et participe à la prévention et à l'éducation des patients.
- Elle exerce, pour le compte de l'État, des missions d'inspection sanitaire et peut intervenir en cas d'urgence sanitaire.
- Elle évalue les formations des professionnels de santé et aide ces derniers au moment de leur installation.
- Elle participe au contrôle des actes médicaux et de la dispensation des produits de santé.
- Elle mène les programmes régionaux de l'assurance maladie, notamment en matière de gestion du risque.
- Elle autorise la création et l'activité des établissements de santé et des services de santé. Elle autorise également la création de certaines catégories d'établissements et services sociaux et médico-sociaux.
- Elle participe aussi au contrôle de ces établissements, notamment pour vérifier le respect des droits des usagers[23].
- Elle encourage la mise en œuvre d'un volet culturel dans ces établissements.

Dans le secteur santé-environnement, sa compétence comprend :
- eaux & aliments : qualité de l'eau d'alimentation humaine, qualité des eaux de baignade, des piscines et des sites de pêche à pied de loisirs, protection de la ressource hydrique ;
- environnement intérieur : dans l'habitat ; qualité de l'air intérieur, lutte contre l’habitat indigne ;
- environnement extérieur : nuisances sonores, qualité de l'air extérieur, déchets d’activités de soins, impact sur la santé des activités humaines.

L'agence régionale de santé placée au chef-lieu de la zone de défense et de sécurité porte le nom d'agence régionale de zone. Elle est chargée d'assister le préfet de zone dans la mise en œuvre des missions de sécurité nationale et notamment de défense sanitaire, et donc de préparer et d'appliquer, si nécessaire, le dispositif ORSEC de zone.

### Critiques
La mise en place des agences régionales de santé a bousculé les pratiques à l'intérieur même des établissements hospitaliers. Soutenant au départ le rôle des ARS comme autant de relais locaux des stratégies sanitaires et sociales de l'État, et appuyant les établissements dans leurs choix de gouvernance, la Fédération hospitalière de France s'est régulièrement alarmée de l'étatisation et de la dérive bureaucratique des ARS qui imposent aux établissements des choix parfois uniquement guidés par des impératifs économiques et de rentabilité. Depuis 2010, la FHF demande que le rôle et les prérogatives des ARS soient revus, et souligne régulièrement les dialogues difficiles entre les directions des établissements et les ARS, au point que la mission d’évaluation et de contrôle des lois de financement de la Sécurité sociale (MECSS) le souligne à son tour et que la question soit discutée au Sénat. Ainsi, lors d'une séance, l'intervention de Guy Collet donne un reflet d'un bilan général des ARS très mitigé : 

« Le fonctionnement des ARS est marqué par un excès de bureaucratie » […] « Les hôpitaux ont ainsi le sentiment d'une intrusion constante dans leur management et leur gestion » […] « elles doivent laisser aux professionnels le choix des voies et moyens pour atteindre ces objectifs. »

Il existe également d'autres rapports d'évaluation (cf rapport de la Cour des comptes 2012).[réf. nécessaire]
Selon Le Canard enchaîné , afin de dissimuler la pollution au lisier de porc sur les plages, l'Agence régionale de santé de Bretagne a transmis pendant des années des données manipulées à l'autorité européenne chargée du classement des eaux de baignade[réf. nécessaire].

## Organisation

### Structure
Les agences régionales de santé sont au nombre de 18 depuis la loi du 24 juillet 2019 relative à l'organisation et à la transformation du système de santé dont l'article 64 crée deux nouvelles ARS de plein droit (ARS de Mayotte et ARS de Réunion) à la place de l'ARS Océan Indien à compter du 1er janvier 2020.
| Nom de l'agence            | Siège                    |
| -------------------------- | ------------------------ |
| Auvergne-Rhône-Alpes       | Lyon et Clermont-Ferrand |
| Bourgogne-Franche-Comté    | Dijon                    |
| Bretagne                   | Rennes                   |
| Centre-Val de Loire        | Orléans                  |
| Corse                      | Ajaccio                  |
| Grand Est                  | Nancy                    |
| Guadeloupe                 | Gourbeyre                |
| Guyane                     | Cayenne                  |
| Hauts-de-France            | Lille                    |
| Île-de-France              | Saint-Denis              |
| La Réunion                 | Saint-Denis              |
| Martinique                 | Fort-de-France           |
| Mayotte                    | Mamoudzou                |
| Normandie                  | Caen                     |
| Nouvelle-Aquitaine         | Bordeaux                 |
| Occitanie                  | Montpellier              |
| Pays de la Loire           | Nantes                   |
| Provence-Alpes-Côte d'Azur | Marseille                |

### Directeurs généraux
Ces personnes sont parfois d'anciens directeurs des DRASS, d'ARH ou d'URCAM, CPAM, membre de l'Igas. D'autres proviennent du monde de la santé (Directeur d'hôpital), de la mutualité voire du monde politique et même du privé, tel Xavier Chastel (d), nommé directeur général de l'ARS Midi-Pyrénées en 2010, après une expérience de cadre dirigeant dans la grande distribution notamment.
Ont ainsi été directeurs généraux d'ARS :
- Claude Evin (Ile-de-France)
- Daniel Lenoir (Nord Pas de Calais, 2009-2013)
- Dominique Voynet (Mayotte)
- Aurélien Rousseau (Ile-de-France)

#### Depuis la réforme territoriale de 2016
| Nom de l'agence                                          | Noms du directeur général (date d'entrée en fonction) |
| -------------------------------------------------------- | --- |
| Auvergne-Rhône-Alpes                                     | - Véronique Wallon (1er janvier 2016) - Jean-Yves Grall (1er novembre 2016) - Cécile Courrèges (15 mai 2023)                                                                                         |
| Bourgogne Franche-Comté                                  | - Christophe Lannelongue (1er janvier 2016) - Pierre Pribile (9 janvier 2017) - Jean-Jacques Coiplet (21 novembre 2022)                                                                              |
| Bretagne                                                 | - Olivier de Cadeville (1er mars 2015) - Stéphane Mulliez (30 octobre 2019) - Élise Noguéra (13 février 2023)                                                                                        |
| Centre-Val de Loire                                      | - Jacques Laisne (1er avril 2010) - Philippe Damie (1er mars 2013) - Anne Bouygard (4 avril 2016) - Laurent Habert (17 avril 2019) - Jérôme Viguier (30 janvier 2023) - Clara de Bort (12 juin 2023) |
| Corse                                                    | - Jean-Jacques Coiplet (1er mars 2012) - Gilles Barsacq (7 novembre 2016) - Norbert Nabet (2 juillet 2018) - Marie-Hélène Lecenne (8 avril 2019).                                                    |
| Grand Est                                                | - Claude d'Harcourt (1er janvier 2016) - Christophe Lannelongue (1er janvier 2017) - Marie-Ange Desailly-Chanson (9 avril 2020) - Virginie Cayré (3 septembre 2020)                                  |
| Guadeloupe                                               | - Patrice Richard (1er septembre 2013) - Valérie Denux (15 mars 2018) - Laurent Legendart (2 février 2022)                                                                                           |
| Guyane                                                   | - Christian Meurin (18 avril 2013) - Jacques Cartiaux (11 juillet 2016) - Clara de Bort (7 janvier 2019) - Dimitri Grygowski (3 juillet 2023)                                                        |
| Hauts-de-France                                          | - Jean-Yves Grall (1er janvier 2016) - Monique Ricomes (1er décembre 2016) - Étienne Champion (1er septembre 2019) - Benoît Vallet (5 octobre 2020) - Hugo Gilardi (15 novembre 2022)                |
| Île-de-France                                            | - Christophe Devys (1er juillet 2015) - Aurélien Rousseau (3 septembre 2018) - Amélie Verdier (9 août 2021).                                                                                         |
| Martinique                                               | - Christian Ursulet (2 octobre 2009) - Patrick Houssel (11 mai 2016) - Jérôme Viguier (15 janvier 2019) - Anne Bruant-Bisson (30 janvier 2023) - Yves Servant (29 janvier 2025)                      |
| Mayotte (depuis le 1er janvier 2020)                     | - DominIque Voynet (1er janvier 2020) - Olivier Brahic (22 novembre 2021) |
| Normandie                                                | - Monique Ricomes (1er janvier 2016) - Christine Gardel (1er février 2017) - Thomas Deroche (15 juillet 2020).                                                                                       |
| Nouvelle Aquitaine                                       | - Michel Laforcade - Benoît Elleboode (7 octobre 2020) |
| Occitanie                                                | - Monique Cavalier (1er janvier 2016) - Pierre Ricordeau (Septembre 2019) - Didier Jaffre (21 avril 2022)                                                                                            |
| Océan Indien (La Réunion et Mayotte jusqu'au 31/12/2019) | - François Maury (24 août 2015) - Martine Ladoucette (22 août 2018) |
| Pays de Loire                                            | - Cécile Courrèges (29 octobre 2014) - Jean-Jacques Coiplet (1er octobre 2017) - Jérôme Jumel (27 février 2023)                                                                                      |
| Provence-Alpes-Côte d'Azur                               | - Dominique Deroubaix (1er avril 2010) - Paul Castel (13 décembre 2012) - Claude d'Harcourt (1er janvier 2017) - Philippe de Mester (15 janvier 2019) - Denis Robin (3 octobre 2022)                 |
| La Réunion (depuis le 1er janvier 2020)                  | - Martine Ladoucette (1er janvier 2020) |

### Financement
Les ARS sont financées par une subvention de l'État, des contributions de l'assurance maladie et de la Caisse nationale de solidarité pour l'autonomie, ainsi que, éventuellement, des ressources propres et des versements volontaires de collectivités locales ou d'établissements publics.

## Fait divers
Le 2 janvier 2014, tous les sites des ARS sont la cible d'attaque d'un hacker algérien qui entend ainsi « se venger de la France en commémoration du 1er novembre 1954, date de l'insurrection algérienne et du début de la guerre d'Algérie. »
L'ensemble des sites reste paralysé plusieurs jours sans qu'aucune information officielle n'émane du ministère de la Santé dont dépendent les ARS.